# Anivalu, Piriyapatna
Anivalu là một làng thuộc tehsil Piriyapatna, huyện Mysore, bang Karnataka, Ấn Độ.